# 渋川八幡宮

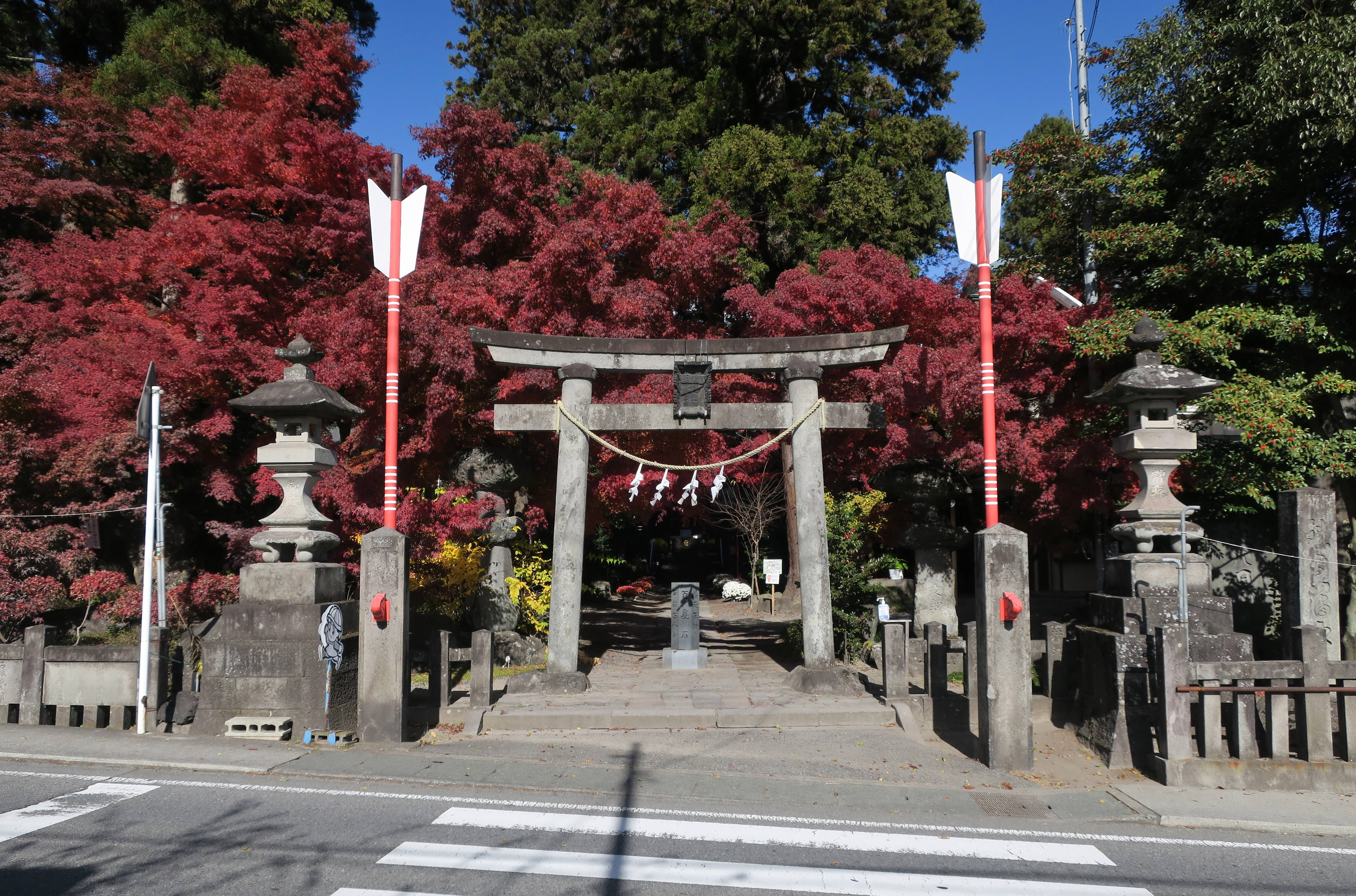
鳥居

渋川八幡宮（しぶかわはちまんぐう）は、群馬県渋川市渋川にある神社。旧社格は郷社で、渋川の総鎮守であった。

## 概要
渋川八幡宮発行の由緒書によれば、建長年間（1249年 - 1256年）に渋川義顕が渋川に館を構えたとき、鎌倉の鶴岡八幡宮を勧請し、康元年間（1256年 - 1257年）に白井城主長尾景煕が上州入国に際し社殿を造営したとされる。永正年間（1504年 - 1521年）に埴田光重が社殿を再造営したが、天文年間（1532年 - 1555年）に白井に移住したため、入沢氏がその後を継いだ。弘治3年（1557年）に大戸真楽斉が免地三貫八百文を寄進した寄進状が入沢家文書にある。
武田信玄が真光寺に宛てた元亀3年（1572年）8月28日付の土地寄進状に、八幡宮の分として八貫文の土地を与えるという内容がある。この内訳は大戸城主の前々のものからの三貫八百文と四貫二百文を新たに寄進するとなっている。
寛政年間（1789年 - 1801年）には八幡宮は眞光寺末寺の如来寺で管理していたが、天保12年（1841年）及び天保15年（1844年）の「如来寺分限帳」には入沢家の所有とある。明治維新による神仏分離で如来寺は鍵や神具を残らず八幡宮に返し、如来寺との関係は断絶した。
昭和4年（1929年）郷社に昇格。

## 境内

### 本殿
本殿東北に以下の碑がある。
この石碑の通り慶長7年（1602年）の建造とみる見解もあるが、尾崎喜左雄は「寛永年間、或はそれを少しさかのぼる造営である。」とする。
桁行三間、梁間二間の三間社流造で、向拝をつける。
明治24年（1894年）萱葺屋根を瓦葺に改め、平成21年（2009年）に銅板葺に改修された。
昭和36年（1961年）1月6日、群馬県指定重要文化財に指定。

### 拝殿・幣殿
明治35年（1902年）の建造。平成21年（2009年）に瓦葺を銅板葺に改めた。

## 旧入澤家住宅
旧入澤家住宅（きゅういりさわけじゅうたく）は、群馬県渋川市渋川の渋川八幡宮境内にある古民家。
入沢氏は系図によると北条時頼五世孫の時俊（左馬助後左京亮）が北条氏滅亡の時信濃国佐久郡入澤村（現・佐久市入澤）に蟄居し、入沢を名字としたことに始まるとされ、天文13年（1544年）入沢時広が上杉氏と結び越後国に退き、時広の子時吉（新八郎、五右衛門尉）が上野国に移住したとされる。大戸城（手子丸城）主大戸真楽斎に仕え、弘治3年（1557年）に渋川村の内二五貫文の地をあてがわれたとされるが、岩櫃城主斎藤氏の重鎮であった大戸氏が長尾氏の支配下にある渋川に領分を有したとは考えにくいといった否定的見解がある。
入沢新八郎時吉は渋川八幡宮を崇敬し、その子新左ヱ門吉広が慶長7年（1602年）に社殿を造立したとされる。
旧入澤家住宅は入沢新左ヱ門吉広が慶長年間（1596年 - 1615年）に造営したと伝わる。萱葺平屋建、寄棟造で桁行21.9メートル、梁間9.0メートルの規模。建築当初の規模は桁行8間半余、梁間4間で、東半分を土間（ダイドコ）、床上をザシキ、デイ、ナンドの三室とする広間型間取りである。大黒柱の表面を丸刃の釿仕上げとしていること、開口部がきわめて少ない閉鎖的な構造であること、ナンドの入口が藁を床に敷き詰めるため敷居を高く据えた帳台構えであることなど古い特徴を備えていることから、17世紀初頭もしくは17世紀前期の建築と推定されている。
西側にオクノマとヨリツキを増築した後の姿で復原されているが、増築時期も古く17世紀末または18世紀初期とみられている。昭和54年（1979年）に渋川八幡宮境内に移築復原された。
平成30年（2018年）2月16日、群馬県指定重要文化財に指定。
また、入澤家文書は昭和54年（1979年）4月24日に渋川市指定重要文化財に指定されている。

## 周辺
- 関越自動車道・渋川伊香保IC
- 群馬県道33号渋川松井田線
- 群馬県立渋川工業高等学校